# Stamnodes albida
Stamnodes albida là một loài bướm đêm trong họ Geometridae.